# The Chemical Record
The Chemical Record (abrégé en Chem. Rec. ou TCR) est une revue scientifique bimestrielle à comité de lecture qui publie des articles concernant tous les domaines de la chimie.
D'après le Journal Citation Reports, le facteur d'impact de ce journal était de 5,492 en 2014.

## Bureau éditorial
Actuellement, le directeur de publication est Koji Nakanishi (université Columbia, États-Unis).